# 공의 경계
《공의 경계》(空の境界)는 나스 키노코가 쓰고, 타케우치 타카시가 삽화를 담당한 전기소설이다. 일본의 동인 게임 《월희》와 같은 세계관을 바탕으로 하고 있다. 대한민국에서는 학산문화사를 통해 2005년에 출판되었다. 극장판 애니메이션이 기획되어, 2007년 4분기에 공개되었다.
2007년에 개정판이 출간되었다.

## 등장인물
※성우는 드라마 CD / 극장판 애니메이션의 순서. 상위하지 않은 경우는 생략.

### 주요 인물
료우기 시키(兩儀 式)
성우 - 카와카미 토모코/사카모토 마아야
이작품의 메인 주인공. 유구한 역사를 지닌 명가인 료우기의 정통 후계자인 아가씨. 가족관계는 부모님과 오빠가 있다. 본래 료우기 가문에서는 남자 인격과 여자 인격을 가진 남자 아이가 태어나면 그 아이를 후계자로 삼아 대를 잇는 관습이 있는데, 오빠 대신에 시키가 이러한 특성을 타고 태어나자 여성이지만 이례적으로 후계자가 되었다. (시키의 오빠는 이부분에 닥히 불만은 없는듯 하다.) 여성 쪽 인격은 『료기 시키(両義 式)』 / 남성 쪽 인격은 『료기 시키(両義 織)』로 이름을 구분한다. 외모가 변하는 것은 아니지만, 1인칭을 비롯해 말투가 성격이 꽤나 다르다. 보통 때는 여성 인격의 『시키(式)』가 주인격으로 나오며, 이때는 대체적으로 얌전하고 말수가 적은 부잣집 아가씨 성격이다. 이와는 반대로 남성 인격의 『시키(織)』는 거칠고 활달한 성격에 '살인을 하고 싶다'는 위험한 감정만 가지고 있다. 보통 주인격인 『시키(式)』가 이것을 억누르고 있었다.
고등학교에 진학한 시키는 자신에게 허물없이 대하는 '코쿠토 미키야'와 대화를 나눈것을 계기로 웬만하면 타인에게 마음을 열지 않는 방침을 깨고 친구가 된다. 그러나 당시 사회적으로 이수가 되었던 의문의 연쇄살인 사건 현장 근처에서 료우기 시키가 목격되면서 문제가 시작된다. 미키야는 그녀가 살인범이 아니라는 것을 증명하기 위해 료우기 가문 앞에서 그녀를 감시하기 시작하고, 그녀는 그것을 모른 척 묵인한다. 그러던 와중에 마침내 료우기 가 근처에서 살인 사건이 벌어지고, 시키는 미키야에 대한 살인충동을 억누르지 못해 그를 죽이려고 하다가 교통사고를 당해 의식불명이 된다. 디행히 목숨에는 지장이 없었지만, 시키는 식물인간 상태에 빠졌고 미키야의 정성어린 간호를 받으며 3년이란 시간이 흐른다.
3년만에 극적으로 깨어난 시키. 하지만 남자의 인격인 『시키(識)』는 그때의 교통사고때 사망하였고, 현재는 『시키(式)』의 인격만이 남았다는 사실이 드러난다. 또한 그 반동으로 『시키(式)』는 『시키(識)』가 사용하던 남성적인 말투와 성격을 물려 받았고, 모든 존재의 죽음을 볼 수 있는『직사의 마안』을 갖게 되었다. 처음엔 자신이 보는 죽음을 견디지 못하고 눈을 자해하려 했으나, 카운슬러 명목으로 접촉한 '아오자키 토코'가 마안을 통제하는 방법을 가르쳐주고 이후 토우코의 의뢰를 해결하며 협력한다. 경제적으로야 아무런 문제가 없지만 한 쪽 인격이 사라지게 되면서 과거의 자신과는 '다른 사람'이 되어 삶의 실감을 잃게 되었고, 그 허무감을 채우기 위해서 강렬한 자극 - '목숨을 건 전투'를 바랬기 때문에 토코의 의뢰를 받아들이고 있다.
이후 작중 후반부에 시키의 또다른 비밀이 드러난다. 사실은 시키는 이중인격이 아니라 '삼중인격' 이었다. 육신이 '근원의 소용돌이'에 연결된 존재로 '퇴마'를 업으로 살았던 료우기 가문이 끊임 없이 '완벽한 인간'을 추구한 끝에 도달한 결과물이 세 번째 인격의 시키였던 것. 세 번째 인격은 『테두리 시키』또는「 」로 불리며, 시키의 혼이 아닌 육체의 인격이라고 한다. 테두리 시키는 거의 잠들어있는 만큼 나타나는 경우 자체가 드문데, 고등학교 시절 미키야는 사실 시키의 내면에 잠재된 『테두리 시키』에 끌린 것이다. 「 」의 말에 따르면 정말 인간을 죽이고 싶어하는 건 자신이며 다른 두인격은 살인충동 같은 것은 가지고 있지 않다고 미키야에게 가르쳐준다. 또한 '직사의 마안' 역시 근원에 연결된 육체가 혼수상태로 있는 동안 계속 죽음과 접촉하면서 죽음을 이해해버린 탓에 가지게 된 것이라고 한다. 모든 에피소드가 종료된 이후에 미키야가 료유기 가문에 데릴사위로 들어와 시키와 결혼에 성공했으며, 슬하에 '료우기 마나'라는 딸을 두고 있다.
코쿠토 미키야(黑桐 幹也)
성우 - 이토 켄타로/스즈무라 켄이치
시키와 더불어 이 작품의 주인공. 남을 잘 챙김과 동시에 호감을 주는 성실한 성격을 지녀서 인맥이 상당하다. 료우기 시키와는 고등학생 때부터 인연이 있는데, 자신을 거절하는 시키의 마음을 열기 위하여 꾸준하게 노력한 결과 절친이 되었다. 그러나 미키야의 동네 주변에서 일어나는 의문의 연쇄살인 사건 현장 근처에서 시키가 목격되면서 그녀가 살인사건과 연관되었을 가능성을 염두에 두기 시작한다. 미키야는 시키의 결백을 증명하기 위해 그녀를 감시하기 시작하는데, 그러던 와중 시키가 살인을 하는 장면을 목겨하고 만다. 미키야에 대한 살인충동을 억누르지 못한 시키가 폭주하다가 교통사고를 당해 의식불명이 되는 사건이 발생한다. 이후 미키야는 식물인간 상태에 빠진 시키를 정성껏 간호하기 시작한다. 이즈음 고교를 졸업하고 이름난 대학에 다녔지만, 스스로의 의지로 퇴학하고서 의문의 인형술사인 '아오자키 토우코'의 가람의 동에서 조수로서 일하고 있다. 이때 멋대로 퇴학을 결정했기에 사실상 부모님과는 의절한 상태.
인맥이 넓음과 동시에 두뇌회전도 수준급이라 작중에선 무언가를 조사하고 분석하는데 뛰어난 실력을 보여준다. 심지어 일반인은 찾을 수 없는 특수한 결계를 설치한 토우코의 공방 '가람의 동'을 수소문만을 통하여 찾아낼 정도. 토우코는 미키야의 그런 실력을 높게 평가하여 조수로 채용했으며, 미키야의 조사활동이 작중의 흐름을 이어가는데 핵심적인 역할을 한다. 외모는 한마디로 평범한 꽃미남. 본인이 외모를 가꾸거나 치장하는데 관심이 없어 평소에 검은색 계열의 옷을 즐겨 입는다. 고등학교 시절 시키는 미키야를 프랑스 시인 같은 사람으로 평가했다.
시키가 이중인격을 가졌다는 사실을 알고 있으며, 아카식 레코드에 닿았던 그녀의 본질에 끌려 고등학교때부터 관심을 두었던 것이라고 한다. 이때문에 시키가 연관된 대부분의 비범한 사건에 연루되어 결정적인 해결의 실마리를 제공함과 동시에 고생도 많이 한다. 특히 '살인고찰 후편'에선 심각한 부상을 입어 한쪽눈의 시력을 잃었다. 여하튼 료우기 시키와 결혼에 골인했으며 자신을 닮은 '료우기 마나'라는 딸을 얻었다.
아오자키 토코(蒼崎橙子)
성우 - 이노우에 키쿠코/혼다 타카코
미키야가 일하는 사무소의 소장이자 나름 유명한 예술가. 사실 그녀는 마술사로 희대의 룬마술사겸 인형술사이다. 그녀의 실력을 인정한 마술협회에 의하여 봉인지정을 당했는데, 자유를 구속받을걸 두려워하여 도주 - 고향인 일본에 숨어들어 어느 폐건물에 자신의 공방인 '가람의 동'을 세우고 그곳에 은거한다. 당시 돈을 벌기 위해 인형을 몇 개 전시하곤 했는데, 이를 보고 감격받은 코쿠토 미키야가 결계를 깨고 자신을 찾아오자 직원으로 채용하고 나중에는 그의 동생인 코쿠토 아자카도 제자로 두게 되며 료우기 시키와도 이래저래 도움을 주고받게 된다.
인형 제작이나 건축 등으로 상당한 돈을 벌어들이지만, 신기한 마술도구나 골동품을 구입하는데 쓰는지라 미키야의 월급을 체불하는 경우가 상당히 많다. 인형 뿐 아니라 무언가 만드는 작업 전반에 능숙하다. 전투실력도 상당한데, 인형사이니 만큼 본인이 직접 나서지 않고, 그림자 고양이와 괴물과 '봉인의 갑'이라는 상자에 들어가있는, 입과 어둠으로만 이루어져 있는 신화시대에 살았던듯한 무시무시한 가방 마수를 이용하여 싸운다. 특히 토우코의 능력중 인형을 만드는 기술은 전설에 기록될만한 실력을 지녔다. 유전자 감식도 통과하는 인간과 100% 동일한 수준의 인형을 만드는게 가능하다. 특히 자신의 카피를 만들어서 '자신'이 죽으면 기억을 전송받은 또 다른 '자신'이 나타나는 괴이함을 보여준다. 오리지널이었던 '자신'은 언제 죽었는지 아니면 어딘가에서 살아있는 건지 본인조차도 기억하지 못하는 모양. 여분의 인형만 충분히 있다면 사실상 불사신이다.
모든 에피소드가 종료된 이후엔 '가람의 동'을 버리고 어딘가로 떠나 모습을 감추었다. 미키야나 시키도 행방은 모르는 듯. 말해지는 바로는 불사의 몸으로 여기저기 여행을 다니고 있다고 한다.

### 제1장 〈부감풍경〉의 등장인물
후조 키리에(巫条霧絵)
성우 - 이토 미키/타나카 리에
대 퇴마가문 중 하나였으나 망해버린 후조 가문의 일원. 중학교 시절부터 암투병을 하였으며, 현재는 시력조차 거의 잃은 시한부 인생이다. 가족들도 전부 최근 사고로 죽어서, 그녀 아버지의 친구라고 자처하는 남자가 그녀의 병원비를 대신 대주고 있었다. 어지간해서는 움직일 수조차 없었기에 항상 병원 창 밖의 풍경을 내다보고 있었는데, 어느 순간부턴가 모든것을 위에서 내려다 볼 수 있는 『부감의 시계』를 손에 넣게 된다. 이러한 키리에의 능력을 눈치챈 '아라야 소렌'이 능력을 주면서 또다른 자신을 만들어 바깥의 세상에 나갈 수 있는 힘을 가지게 되었다. 이후 키리에는 두 번째의 몸으로 하늘을 날아 다니며 세상을 구경하는데, 도중 그녀와 비슷한 소질을 갖고 있었던 여고생들을 발견하곤, 하늘을 날 수 있다는 암시를 걸어준다. 그러나 여고생들에겐 날 수 있는 능력이 없었고 전원이 추락사한다. 이 여고생 연속 투신사건은 『부감풍경』편의 중요한 키포인트가 된다.
한편 키리에는 혼수상태 상태이던 시절의 시키와 같은 병원에 입원하고 있었는데, 이때 코쿠토 미키야를 보곤 남몰래 사랑하고 있었다. 그래서 날 수 있는 또다른 육체를 손에넣은 시점부터 미키야를 소유하기 위해 의식불명 상태로 만들어 납치하지만, 시키의 방해로 인하여 실패 - 후조 빌딩으로 도주한다. 이후 그녀를 제거하러 찾아온 시키와 다시 대결하는데, '아사가미 후지노'와의 싸움이후 토우코가 이식해준 영체를 만질 수 있는 의수 때문에 시키에게 잡혀서 또다른 육체가 소멸한다. 소멸하던 순간 시키에게 찔렸던 순간의 강렬한 죽음의 느낌과 그로인한 삶의 실감으로 충격을 느낀 키리에는 어차피 죽을 목숨이라면 다시 한번 그 강렬함 감각을 느끼기위해 빌딩에서 투신하여 사망한다.

### 제2장 〈살인고찰(전)〉의 등장인물
아키미 다이스케(秋巳大輔)
성우 - 우에다 유지/도치 히로키
미키야의 삼촌. 직업은 경시청 수사 1과의 형사로 1과 내에서 미스테리한 사건을 전문으로 맡은탓에 동료들 사이에서 괴짜로 불리는 특이한 인물. 털털하고 게으른 성격이지만, 경찰로서의 일처리 능력은 뛰어나 인정받고 있다. 일을 하다가 쉴 때는 자신의 집보다는 가까운 미키야의 집에 주로 들렀는데, 이때문에 어릴시절의 미키야와 자주 어울려서 거의 친형제처럼 사이가 좋다. 미키야와의 독독한 관계 덕분에 가끔 자신이 맡은 사건 기밀 정보를 누설하기도 한다. 사적으로 아오자키 토우코와 만난적이 있는데, 이때 홀딱 반해 버렸다. 작중에선 토우코와 데이트를 한 적도 있다.
스즈리기 아키타카(硯木秋隆)
성우 - 없음/야스무라 마코토
료우기 가문을 모시는 인물로 료우기 시키의 교육 담당. 까칠한 성격의 시키를 지극정성으로 모신다. 미키야와는 그럭저럭 아는 사이.
가쿠토(学人)
성우 - 없음/다카하시 켄지
미키야의 절친으로 고등학교 시절부터 알던사이. 고고시절엔 불량학생 비슷한 위치였는데, 대학 진학 이후엔 체육계열을 전공하면서 운동을 하는듯 하다. 작중의 언급으론 약간의 변태끼도 있는듯 하다. 훗날 '모순나선편'에서도 잠시 등장한다.

### 제3장 〈통각잔류〉의 등장인물
아사가미 후지노(浅上藤乃)
성우 - 없음/노토 마미코
유명한 건설회사인 아사가미 건설 회사 사장의 딸. 미키야의 여동생인 코쿠토 아자카와 같은 레이엔 여학교에 다니고 있으며 둘도 없는 친구사이이다. 엄청난 미인에 학교에서의 성적도 우수하여 특별한 취급을 받는듯 하다. 특히 아사가미 건설에서 레이연 여학원 전체 기부금의 30%를 내고 있기 때문에 학교에서 눈치껏 편의를 봐준다.
원래 후지노는 '4대 퇴마가문' 중 하나인 아사가미(浅神) 가문의 사람이다. 현재 성인 아사가미(浅上)와는 발음은 같지만 한자표기가 다른데, 어머니가 재혼한 후 의붓아버지의 성을 쓰고 있어서 그렇다고 한다. 이러한 집안의 자식답게 초능력을 사용하는데 『왜곡의 마안』을 보유하고 있다. 이 마안은 '축을 만들어 눈에 보이는 것들을 비틀어버리는' 것인데, 마음만 먹으면 눈에 보이는 어떤것이든 자유롭게 비틀어 버릴 수 있다. 다만 어디까지나 '눈에 보이는 것만' 비틀어 버릴 수 있는지라 기둥이나 건물 뒤로 숨어버리면 비틀 수가 없다. 후지노는 어릴적부터 이 능력을 사용하고 있었는데, 이를 두려워한 친아버지에 의해 인위적인 약물처방으로 통증을 봉인하여 이 능력의 발현을 막은 상태였다. 그러나 상습적으로 자신을 성폭행하던 불량배들에게 심각하게 구타당한 뒤부터 무통증 증세가 사라지고 통각이 일시적으로 돌아옴에 따라 왜곡의 마안의 힘이 부활 - 자신을 괴롭히던 불랭배들은 죽이기 시작한다. 다만 어디까지나 무통증이 일시적으로 사라진 것뿐, 통각이 돌아왔다가 사라졌다가를 반복하고 있었기 때문에 통각이 사라졌을 때는 여전히 능력 사용이 불가능하다.
불량배들중 한 명인 미나토 케이타가 도망친 사실을 알아내곤 그를 찾기 위해 백방으로 노력한다. 그 후 길가에서 우연히 만난 코쿠토 미키야가 상태가 이상해보였던 후지노를 집으로 데려가 잠시 돌봐주었고, 미키야에게 고맙다는 인사만을 남긴채 떠나 버린다. 이후 초등학교 시절에 다리를 다쳤을 때 도와준 선배에게 호감을 느끼고 있어 그를 찾고 싶다는 거짓말로 아자카에게 부탁하여 누군가를 찾는데 정평이 나있는 아자카의 오빠 미키야를 만나기로 한다. 그러나 약속을 지킬 수 없게 된 미키야가 시키에게 '대신 아자카를 만나 이야기해달라'고 해서 그 때 시키를 처음 만났다.
결국 후지노는 직접 뛰어다니며 미나토 케이타를 찾아다니는데, 이때 무의미한 살해를 벌인 덕분에 토우코의 의뢰를 받은 료우기 시키와 다시 만나게 되고 싸우게 된다. 마안의 힘으로 시키의 한쪽 팔을 비틀어 못쓰게 하였으나, 시키가 마안이 날리는 왜곡의 힘을 직사의 마인으로 죽여서 무효화 시키는 바람에 궁지에 몰리게 된다. 이때 후지노는 왜곡의 마안을 각성하여 '투시'와 '천리안' 능력까지 얻어 싸움의 장소이던 브로드 브리지의 교각을 투시해 통째로 박살내 버린다. 사실 후지노는 통각이 돌아온 후 계속 복통에 시달렸는데, 불량배들을 죽일 때 배에 칼을 찔린 것처럼 묘사되었으나 사실 찔린 게 아니라 그 전에 만성 충수염을 앓고 있었기에 통각이 돌아온 순간 그 고통을 느낀 것 뿐이다. 그 후 제대로 치료받지 못해 건강상으로 위험한 상태였고, 시키는 둘째치더라도 의붓아버지가 살인귀가 되어버린 딸을 비밀리에 제거하기 위해 아오자키 토우코에게 의뢰를 했기에 여러가지로 위험한 상황이었다. 다리를 부순 이후에 시키에게 잡혀 죽을 위기에 놓이지만, 시키가 변덕을 부려서 뱃속의 충수염만을 제거해준 덕분에 겨우 목숨을 건지고 무사히 레이엔 여학교에 복귀한다.
작중 후반부에 드러나지만 사실 후지노의 어린시절에 추억을 남겨준 친절한 선배가 바로 미키야였다. 후지노는 미키야의 집에 하루 머무르면서 소원을 이룬셈. 그러나 본인은 끝까지 질실을 알지 못한다. 또한 뒷이야기를 보면 왜곡의 마안의 힘은 그대로 가지고 있으나 시력을 잃었다고 한다. 하지만 천리안의 능력 덕분에 생활엔 크게 지장은 없다고 한다.
미나토 케이타(湊啓太)
성우 - 없음/아사누마 신타로
아사가미 후지노를 지속적으로 성폭행하던 불량배 패거리의 일원. 후지노가 마안의 힘을 되찾은 덕분에 동료들이 몰살당하자 엄청난 공포감에 휩쌓에 몸을 숨긴다. 이후 케이타를 잘알던 고등학교 시절의 선배인 가쿠토의 의뢰를 받은 미키야가 보호를 해주어 위험에서 벗어난다. 참고로 고등학교 시절부터 불량아였는데, 의외로 미키야를 동경하여 잘따랐다고 한다.
아사가미 마유키(浅上麻雪)
성우 - 없음/닛타 마사코
사쿠야(昭野)
성우 - 없음/이이다 히로시
코헤이(康平)
성우 - 없음/나카무라 유이치

### 제4장 〈가람의 동〉의 등장인물
아시카(芦家)
성우 - 없음/이시가미 유이치

### 제5장 〈모순나선〉의 등장인물
엔조 토모에(臙条巴)
성우 - 없음/카키하라 테츠야 (유년기 - 이가라시 히로미)
오랜지색 머리카락에 스포츠컷을 한 고등학생. 예쁘장한 외모와 여자같은 이름탓에 학교에서 괴롭힘을 당했다. 토모에의 아버지는 그가 어렸을 시절부터 직업을 잃어 백수생활을 하였으며, 어머니는 명문가문 출신이으로 친정과 관계를 끊으면서까지 결혼하였으나 생활능력이 없어 가정을 이글어 나가지 못하였다. 한마디로 부모님이 되먹지 못한 사람들이라 토모에의 가정이 엉망이 될 수 밖에 없었다. 사실 중학교 때까지만 해도 육상선수로 이름이 알려졌으나, 운전면허 없이 대리운전으로 돈을 벌던 아버지가 사고를 내고 어머니가 의절한 친정에게 빌어서 돈을 받아 피해자에게 배상을 해준 사건덕에 범죄자 자식이란 소리를 들으며 학교에서 철저하게 투명인간 취급을 받았다. 운동특기생으로 직학할 기회도 일어버린 토모에는 모든걸 포기하고 나이를 속여 아르바이트를 뛰며 학비를 모아 고등학교에 진학하였다.
결국 이러한 상황 속에서 부모가 자신을 죽이는 꿈을 매일 밤마다 꾸다가 이를 견디지 못하고 부모를 죽이고 집을 뛰쳐나게 된다. 이후 다른 사람에게 괴롭힘 당하고 있는 걸 우연히 지나가던 료우기 시키가 도와주고, 그녀의 집에 머물면서 서로 아는 사이가 된다. 이후 시키는 토우코의 의뢰로 토모에가 살던 이상한 맨션에 찾아갔다가 의문의 마술사인 '아라야 소렌'의 음모에 말려드는데, 이때 토모에의 진실이 드러난다. 사실 그는 아라야 소렌이 만든 무한히 반복되는 세계에서 탈출한 인형이었다. 진짜 토모에는 이미 오래전에 죽었고, 아랴야가 뇌만을 적추하여 특수한 장치에 보관하곤 인형의 육신을 만들어 움직이도록 조작한 것이었다. 하지만 어느순간 갑자기 에러를 일으켜 자신의 어머니를 역으로 죽여버리더니 맨션을 탈출했고, 아라야는 탈출한 인형육신의 토모에가 시키의 관심을 끌라는 암시를 걸어 그녀에게 접근하도록 만들었다. 그리고 시키와 같이 맨션을 찾아갔으나 시키는 아라야에게 패해 태극을 구현한 오가와 맨션에 갇히고, 도망나와서 우연히 만난 미키야에 의해 자신이 진정으로 원했던 것을 알게되자 시키를 구하기 위해 시키의 집에 있던 일본도를 들고 태극을 구현한 오가와 맨션으로 다시 향한다. 그리고 맨션 지하에서 자신의 뇌와 맨션의 진실을 보고는 허탈하게 웃은후에 아라야를 만나 나이프를 들고 돌진해 6중의 결계를 뚫고 아라야의 점을 찌르지만 통하지 않았고 그대로 한방에 소멸한다.
아라야 소렌(荒耶宗蓮)
성우 - 없음/나카타 죠지
음침한 외모를 지닌 남성으로 이작품에 나오는 모든 사건들을 뒤에서 조종한 범인. 직업은 마술사로 아오자키 토우코와 코르넬리우스 아르바와는 마술협회 시계탑 시절부터 알던 사이. 특히 토우코와는 같은 스승 밑에서 배웠으며, 나름 서로를 이해하고 있는 사이었다. 후에 혼에 대한 금기의 연구를 하다가 스승에게 파문당한다. 언젠가 스승이 아라야에게 "무엇을 바라느냐?"고 물은 적이 있었는데, 그는 "아무것도 바라지 않는다."라고 대답했다. 이것에 대해 다른 제자들은 '욕심이 없는 남자'라고 비웃었으나, 아오자키 토우코만은 그것이 '자신조차도 존재하지 않는 완벽한 무(無)의 세계'라는 뜻임을 깨닫고 두려움을 느꼈다고 한다.
본래는 일본의 승려 출신. 전국시대 때 사람들간에 벌어진 참상을 보고 '인간을 구원할 방법'을 갈망하였으나, 이미 죽은 이들을 되살릴 방법은 없었기에 죽음의 수집을 시작했다. 그러다가 결국 '인류를 구원하는 것은 불가능하다'는 결론을 얻고 자신이 '근원의 소용돌이'에 도달하여 인류를 멸망시키기 위한 행보를 걷게 된다. 그 결과 점점 인간이라기보단 일종의 '개념'에 가까운 존재로 변화한다. 그러나 아라야 소렌의 '마술사'로서의 역량은 최악이어서 자신의 힘만으론 '근원의 소용돌이'에 닿을 가능성은 0%였고, 근원과 접점이 강한 료우기 시키를 제압해 뇌수를 바꾸는 것으로 근원을 손에 넣으려는 계획을 세운다. 이때문에 아사가미 후지노와 후조 키리에를 뒤에서 조종하여 시키와 싸우도록 만들었다.
마술사로써의 역량은 최악인지라 제대로 된 마술은 사용할 수 없지만, 다른 부분의 능력치가 출중하다. 신체 능력은 시키를 제압할 정도이며, 결계를 다루는 능력에서는 마법의 영역이라 불리는 '공간차단'의 결계를 만들 수 있을 정도. 거기에 '정지'의 기원을 가진 기원각성자이기도 해서 범위 안에 들어온 존재의 움직임을 정지시키는 3중의 결계를 자기 주위에 치고 다닌다. 때문에 주된 전법은 결계에 닿아 정지된 대상을 엄청난 신체능력을 이용한 격투전으로 제압하는 것이다. 모순나선편의 주요 전장이 되는 오가와 맨션도 억지력을 피하려는 목적하에 섬세하게 제작된 결계의 일종으로 이 맨션은 아라야의 신체 그 자체라서 어디든지 순간이동이 가능하며 맨션 내의 공간을 압착해 버리는 것도 가능하다. 아라야는 그 건물에 여러 가지 형태로 망가져 있는 가족들을 입주시켰고, 건물 구조 유도에 따라 입주민들은 전원 서로를 죽이게 되었다. 그리고 아라야는 계단을 반 회전시켜 건물의 방향을 바꾼 다음 한쪽에는 시신을, 다른 한쪽에는 끊임없이 마지막 하루를 반복하는 인형을 배치하여 '생(生)과 사(死)의 태극'을 완성했다. 이 때 주민들의 인형을 조종할 뇌만큼은 살려줘야 했기에 토우코를 죽이는 조건으로 동창이었던 아르바를 불러 협력을 구했다. 결국 에러를 일으켜 탈출한 엔조 토모에를 조종하여 '시키에게 접근하라'는 명령을 각인시켜 토모에와 함께 돌아온 시키를 포획해 공간왜곡의 결계에 던져넣는 것에 성공 - 시키를 구하기 위해 맨션에 들어온 토우코가 아르바를 제압하자 자신이 직접 나서서 심장을 뽑고 머리만을 아르바에게 넘겨준다. 이때까진 아라야의 시나리오대로 그럭저럭 흘러가지만, 미키야와 함께 난입한 토모에를 죽이느라 잠시 시간을 지체하게 되고, 그 사이에 아라야의 공간왜곡 결계를 찢고 나와 토모에가 가지고 왔던 일본도를 얻어 파워업한 시키의 직사의 마안에 처참하게 당하고 만다. 마지막 수단으로 건물 외부로 순간이동한 후에 맨션을 압착시켜 시키의 시신이라도 얻고자 했지만, 순간이동이 끝나자마자 갑작스럽게 자신이 있던 곳으로 정확하게 뛰어내린 시키에게 결정타를 당하여 사망.
코르넬리우스 아르바(コルネリウス・アルバ)
성우 - 없음/유사 코우지
엔조 카에데(臙条楓)
성우 - 없음/이토 미키
엔조 타카유키(臙条孝之)
성우 - 없음/야마노이 진

### 제6장 〈망각녹음〉의 등장인물
코쿠토 아자카(黑桐鮮花)
성우 - 타무라 유카리/후지무라 아유미
코쿠토 미키야의 여동생이지만 미키야의 숙부에게 입양되어서 호적상으로는 사촌간. '모순나선편'의 등장인물인 아사가미 후지노와는 같은 학교에 다니며 둘도 없는 친구 사이. 하지만 후지노가 『왜곡의 마안』을 가진 특수한 능력을 가진 인간이라는 사실은 모르고 있다. 겉보기엔 상당한 미인이지만 사실 어렸을 때부터 오빠 미키야를 독점하고 싶어했을 정도의 '브라더 콤플렉스'를 지녔다. 거기에 자신을 여자가 아닌 동생으로 생각하면 안 된다는 이유로 병약을 가장해 한적한 동네에 사는 숙부에게 입양되어 한동안 미키야와 떨어져 지내는 주도면밀함을 보인다. 그러나 기껏 오빠에게 충분히 어필할 수 있을 만한 숙녀로 자신을 갈고 닦고 나서 상경했을 때, 이미 미키야에게는 다른 여자인 료우기 시키가 붙어 있었기 때문에 그녀가 오빠를 가로챘다고 생각해서 시키에 대해서는 공격적인 태도를 취하고 있다. 그러나 시키는 별다른 신경을 쓰지 않으며 오히려 아자카를 마음에 들어하는 것 같다. 아자카도 시키가 미키야와 붙어있지만 않았다면 그녀가 마음에 들었을 거라고 말하기도 하는걸 보면 두사람의 궁합이 의외로 좋은편인듯.
명문 여학교로 불리는 천주교 미션스쿨계의 레이엔 여학원에 재학 중. 학원 내에서의 성적은 톱 클래스로, 애초에 입학할 때부터 T대학에 입학하는 것을 전제로 입학한, '학교의 위상을 올리기 위한 용병 같은 존재'라고 한다. 이대문에 웬만하면 외출허가를 내주지 않는 학교측에서도 여러 가지로 편의를 봐 주고 있는 듯. 아오자키 토우코와는 1년전에 우연히 만났으며 후에 시키를 이기기 위해 마술을 배울겸 제자로 들어간다. 아자카는 마술사로서의 재능이 없어 일반적인 마술을 익히는 것은 불가능하나, 발화 쪽에 대해서만큼은 그 누구보다도 뛰어난 재능을 가지고 있는게 드러나 토우코가 여러가지로 훈련 시킨다. 이후 토우코가 준 '샐라맨더'의 가죽으로 만든 장갑을 끼고 "AZOLTO!"라는 시동어와 함께 발하는 불꽃 펀치는 수련 기간이 길지 않음에도 불구하고, 그녀의 격투 실력과 어우러져 엄청난 위력을 보인다.
설정집의 언급에 따르면 아자카의 기원은 '금기'. 애초에 오빠에게 끌린것도 금기를 행한다라는 기원 때문이다. 또한 공의 경계의 메인 스토리가 종료된 이후 미키야가 시키와 결혼하자 깨끗하게 포기했다고 한다.
쿠로기리 사츠키(玄霧 皐月)
성우 - 없음/오키아유 료타로

### 제7장 〈살인고찰(후)〉의 등장인물
시라즈미 리오(白純里緒)
성우 - 없음/호시 소이치로

## 줄거리
2년 간의 혼수상태에서 눈을 뜬 료기 시키는 16년간 내면 속에 있던 또 하나의 자신을 잃은 대신 마안(魔眼)을 얻는다. 모든 존재하는 것의 죽음을 볼 수 있는 마안의 신비한 힘과 인간 존재의 근원에 가까운 료기 시키. 아라야 소렌은 기상천외한 마법으로 료기 시키를 공격한다. 통각을 잃어버린 초능력 소녀, 반복되는 죽음의 나선, 기억을 채취하는 언어의 마술사. 한 자루 나이프에 투영되는 수많은 괴이한 사건들. 세상에서 잊혀진 마술과 신비가 일상의 세계 속으로 녹아든다.
마안을 얻을 수 있었던 경위는 2년 간 죽음과 닿아 있었기 때문. (이 점은 진월담 월희의 토우노 시키와 비슷한 점이 있다.) 직사의 마안이라고도 부르는 사물의 죽음을 보는 눈.
이 소설은 시간 순서대로 진행되지 않고 순서가 뒤바뀌어 있어서 이해가 어려운 부분이 있다. 시간상 순서는 다음과 같다.
1. 살인고찰(전)
2. 가람의 동
3. 통각잔류
4. 부감풍경
5. 모순나선
6. 망각녹음
7. 살인고찰(후)
8. 공의 경계

## 만화
- 공의 경계 the Garden of sinners - 그림:덴쿠 스피어 / 원작:나스 키노코, 캐릭터 디자인 원안:타케우치 타카시
  - 2010년 9월 15일 - , 세이카이샤(星海社, 성해사) 웹사이트 《최전선》)

## 같이 보기
- 나스 키노코
- 월희
- 진월담 월희